# Systellorrhina kraatzi
Systellorrhina kraatzi är en skalbaggsart som beskrevs av Preiss 1902. Systellorrhina kraatzi ingår i släktet Systellorrhina och familjen Cetoniidae. Inga underarter finns listade i Catalogue of Life.